# Czesław Kundera
Czesław Kundera (ur. 12 grudnia 1953 w Dąbrowie) – polski inżynier, profesor nauk technicznych, w latach 2008–2016 prorektor Politechniki Świętokrzyskiej.

## Życiorys
W 1978 ukończył studia na Wydziale Mechanicznym Politechniki Świętokrzyskiej. W 1985 obronił na uczelni macierzystej rozprawę doktorską pt. Model zjawisk tribologicznych w szczelinie pierścieniowego skojarzenia ciernego. Stopień naukowy doktora habilitowanego uzyskał w 1999 na Akademii Górniczo-Hutniczej im. Stanisława Staszica w Krakowie w oparciu o pracę Aktywne uszczelnianie drgających elementów wirujących. 28 lipca 2015 otrzymał tytuł naukowy profesora nauk technicznych. Specjalizuje się w dynamice i sterowaniu maszyn, technologii maszyn oraz trybologii.
W latach 1978–1984 zatrudniony był jako technolog w Fabryce Łożysk Tocznych „Iskra” w Kielcach. Od 1984 związany jest z Politechniką Świętokrzyską, początkowo jako pracownik inżynieryjno-techniczny, a od 1986 – nauczyciel akademicki. W 2001 objął stanowisko profesora nadzwyczajnego. Od 2002 do 2008 był prodziekanem Wydziału Mechatroniki i Budowy Maszyn. W 2008 został wybrany prorektorem PŚk, w 2012 uzyskał reelekcję.
Został odznaczony m.in. Złotym (2011) i Srebrnym (2002) Krzyżem Zasługi.